# Kanaal Dessel-Kwaadmechelen
Kanaal Dessel-Kwaadmechelen är en kanal i Belgien.   Den ligger i regionen Flandern, i den nordöstra delen av landet, 70 km nordost om huvudstaden Bryssel.
Omgivningarna runt Kanaal Dessel-Kwaadmechelen är en mosaik av jordbruksmark och naturlig växtlighet. Runt Kanaal Dessel-Kwaadmechelen är det tätbefolkat, med 319 invånare per kvadratkilometer.